# Breite Straße 33–34 (Spandau)

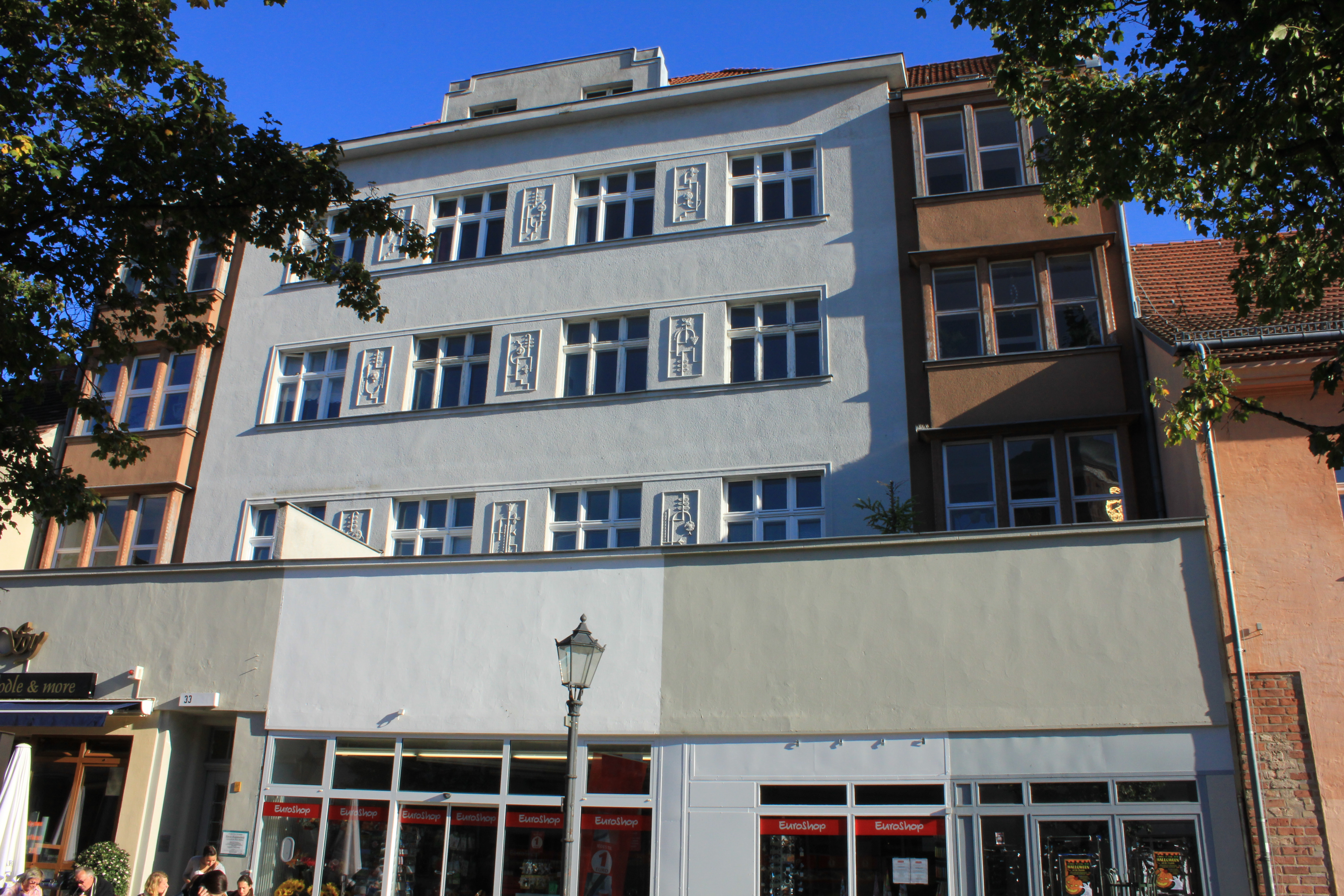
Das Haus Breite Straße 33 (2011)

Das Haus Breite Straße 33–34 in Berlin-Spandau (heutige Adresse: Breite Straße 33) wurde 1930–1931 von dem Kaufmann Louis Salomon als Wohn- und Geschäftshaus erbaut. In einem der Ladenlokale im Erdgeschoss eröffnete die Kaufhauskette Woolworth 1931 eine ihrer ersten Filialen in Deutschland.
Ab 1938 dienten die oberen Stockwerke als Wohnräume für jüdische Familien, die von der nationalsozialistischen Verwaltung gezwungen wurden, in sogenannten „Judenhäusern“ zusammenzuziehen. Es waren größtenteils Verwandte von Louis Salomon. Neun Bewohner des Hauses wurden von hier aus deportiert und im Vernichtungslager Auschwitz ermordet, neun anderen gelang es, nach Palästina oder Großbritannien zu emigrieren.
Das Gebäude (Wohn- und Geschäftshaus Breite Straße 33, 34 – Lindenufer 9, 10) ist unter Nr. 09085480 als Baudenkmal in die Denkmaldatenbank des Landes Berlin eingetragen.

## Baugeschichte
Der jüdische Kaufmann Louis Salomon war vielfältig als Unternehmer tätig. Er gründete und verlagerte Geschäfte für sich und Familienangehörige in ganz Berlin, baute sie um und erweiterte sie. 1918 kaufte er die Häuser an der Breiten Straße 33 und 34 in Spandau, ließ sie instand setzen, „moderne Läden“ ausbauen und wegen der Wohnungsknappheit Notwohnungen in ehemaligen Gesellenzimmern einbauen. Das Grundstück reichte im Osten bis an das Lindenufer mit der Adresse Lindenufer 9. Im Haus Breite Straße 33 richtete er ein Wäschegeschäft für seine Schwägerin Margarete Brasch, eine Schwester seiner ersten Frau, ein; Margarete Brasch erkrankte jedoch bald, und er löste es wieder auf. Ab 1925 überschrieb Salomon seiner Tochter Gerta dreiviertel seiner Häuser als Heiratsgut anlässlich ihrer Eheschließung mit dem Arzt Alfred Kallner; sie trat somit auch an der Breiten Straße 33 und 34 als Miteigentümerin und Bauherrin auf.

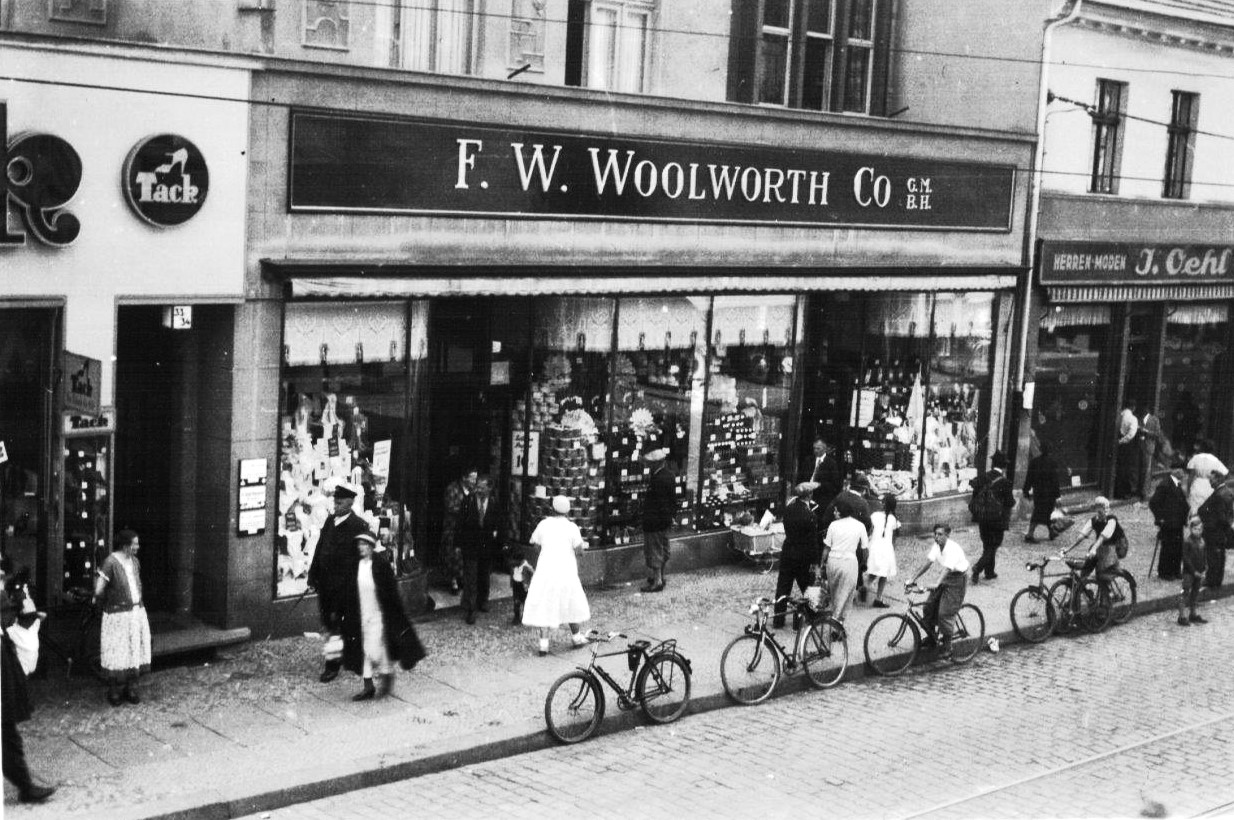
Die Woolworth-Filiale in den 1930er-Jahren, links das Schuhhaus Tack

1929 unterbreitete Woolworth Salomon und seiner Tochter Gerta Kallner wegen der günstigen Lage nahe dem Markt das Angebot, im Erdgeschoss der Häuser Breite Straße 33 und 34 eine Filiale zu errichten. Salomon ließ die Gebäude abreißen und bis 1931 einen großen Neubau errichten. Architekt war möglicherweise Adolf Steil. Woolworth übernahm einen großen Teil der Baukosten. Das Gebäude ist im vorderen Teil entlang der Breiten Straße eingeschossig und hat im hinteren Teil als Mehrfamilienhaus drei Etagen und ein ausgebautes Dachgeschoss. In dem 660 m² großen Laden im Erdgeschoss eröffnete Woolworth als Mieter 1931 eine der ersten Filialen des Unternehmens in Deutschland; daneben lag ein zweites Geschäft von 100 m² Größe für den „Babybasar“ von A. Baer, der bereits vorher dort Mieter gewesen war. Später folgte auf den „Babybasar“ das Schuhgeschäft Tack. Von den Läden aus war das Kellergeschoss zugänglich. Im ersten Stock lagen die Praxisräume des Frauenarztes Dr. Hans Löwenstein und des Nervenarztes Dr. Rudolf Mansbacher, im zweiten Stock wohnte Louis Salomon mit seiner Familie, im vierten Stock, dem Dachgeschoss, der Hauswart Fritz Fila; weitere Räumlichkeiten waren als Wohnungen und zeitweise als Arztpraxen vermietet.
Infolge der „Arisierung“ oder „Entjudung“ von Liegenschaften, die das Regime der Nationalsozialisten betrieb, wurde auch der Mieterschutz für Juden eingeschränkt, wie Hermann Göring am 28. Dezember 1938 bekanntgab: „Der Mieterschutz für Juden ist generell nicht aufzuheben. Dagegen ist es erwünscht, in Einzelfällen nach Möglichkeit so zu verfahren, daß Juden in einem Haus zusammengelegt werden, soweit die Mietverhältnisse dies gestatten. Aus diesem Grunde ist die Arisierung des Hausbesitzes an das Ende der Gesamtarisierung zu stellen.“ Salomon verlor seine Geschäfte. Das Haus in der Breiten Straße wurde nicht vollständig „arisiert“, auch da der Umbau durch das amerikanische Unternehmen Woolworth kreditfinanziert worden war.
Das „Entmietungsgesetz“ vom 30. April 1939 regelte die Rechtsverhältnisse. Ein Jude hatte auf Verlangen der Gemeindebehörde in seinen Wohnräumen andere Juden als Mieter oder Untermieter aufzunehmen; daher bedurften Vermietungen von Wohnungen der staatlichen Genehmigung. Jüdische Familien waren gezwungen, in einzelnen Häusern („Judenhäusern“) zusammengedrängt zusammenzuziehen. Sie so in bestimmten Häusern zu „ghettoisieren“, ermöglichte dem Regime eine bessere Kontrolle der Juden insgesamt und einen einfacheren Zugriff des Staates bei den bevorstehenden weiteren Maßnahmen. Die meisten „Judenwohnungen“ in Spandau befanden sich in dem ehemaligen jüdischen Altenheim in der Feldstraße 8; mit der zwangsweisen Auflösung der Spandauer Gemeinde nach dem 4. Juli 1938 ging es in den Besitz der jüdischen Gemeinde von Berlin über, die es nicht mehr als Altenheim nutzte, sondern als „Judenhaus“. Von der Anschrift „Feldstraße 8“ wurden die meisten Spandauer Juden, nämlich mindestens 22, in Vernichtungslager deportiert.
Mehrere Verwandte Salomons zogen in das Haus Breite Straße 33–34, dem vom Staat ein Verwalter, Martin Schmidt, vorgestellt wurde. Bereits 1938 wohnte vorübergehend der Spandauer Rabbiner Arthur Löwenstamm im 3. Stock. Er war mit Louis Salomon befreundet. Dieser war seit 1901 mehrfach Mitglied der Repräsentantenversammlung der jüdischen Gemeinde von Spandau und ab Juni 1938 der letzte Vorsteher der Gemeinde, bis sie 1938 zwangsweise mit der Berliner Gemeinde zusammengefasst wurde.
Louis und seine Frau Ernestine Alma hatten zunächst die Fünfzimmerwohnung im 2. Stockwerk bewohnt und mussten jetzt in eine kleinere Wohnung im 3. Stock umziehen, um Platz für eine Arztpraxis zu machen. Zuletzt wohnten sie mit Schwägerin Marta Tarnowski und ihrem Sohn Hans zusammen als Untermieter seines Schwiegersohns Julius Weiss und seiner Tochter Margot Weiss für eine Miete von 35 RM in der vorher von Rabbiner Löwenstamm bewohnten Wohnung. Diese wurde am 20. August 1943 geräumt, als alle Familienmitglieder deportiert waren.

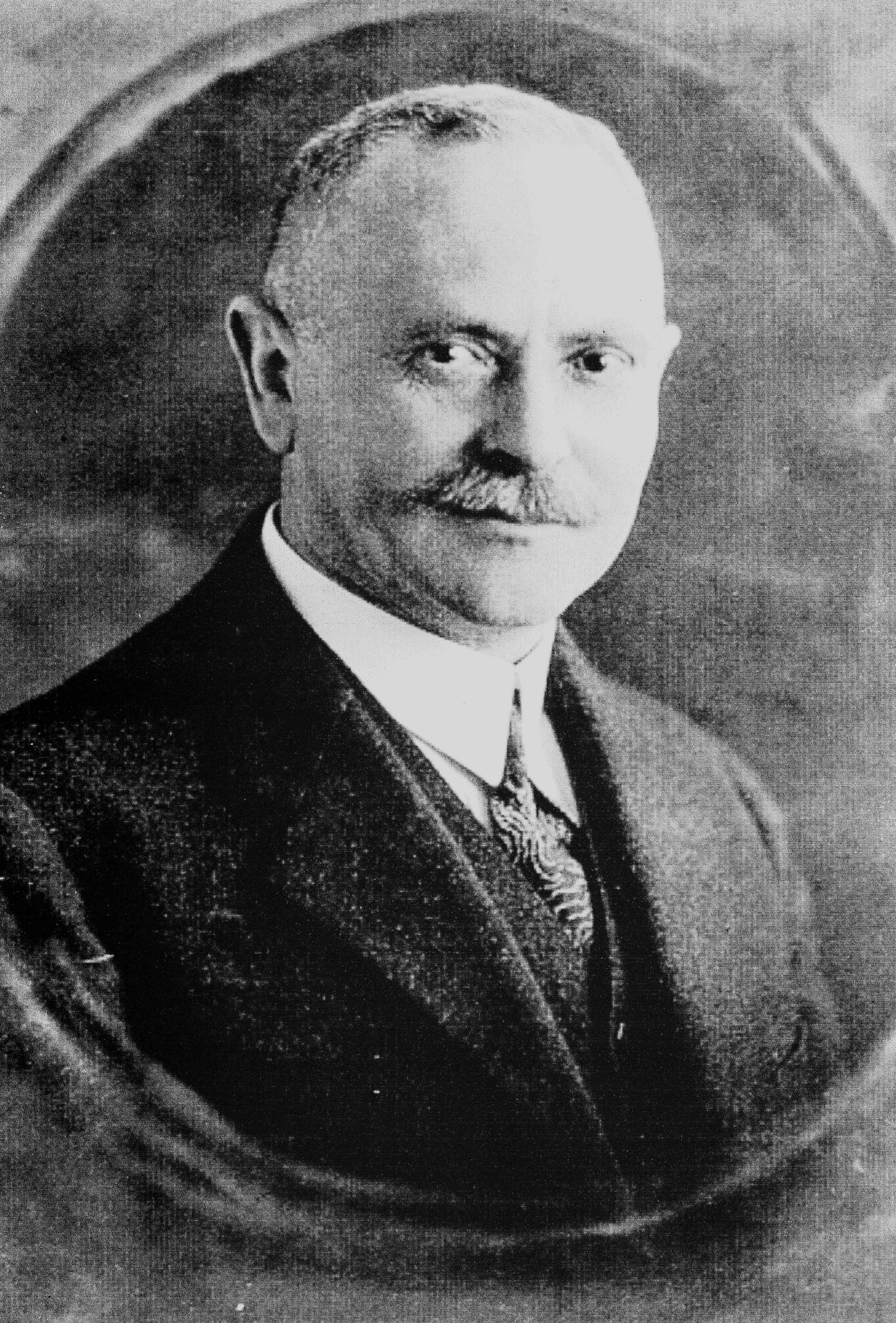
Louis Salomon

Louis Salomon schreibt in seinen Lebenserinnerungen: 

„Die Wohnung wurde auf mein Anraten von Julius und Margot 2 ½ Zimmer und den Lutherplätzlern [Zilka Salomon und Familie] 2 Zimmer mit gemeinsamer Küche und Diele bezogen. Unsere Wohnung im III. Stock, die wir schon vorher mit einer Ärztin tauschten, wurde uns beschlagnahmt, und wir mußten sie innerhalb 10 Tagen räumen, damit sie für 2 Damen renoviert werden sollte. Die Wohnung war gut im Stande, aber ich mußte noch ca. 500 Mark dafür zahlen. Die guten Tapeten wurden abgerissen und durch Landhaustapeten, á 75 Pfg. per Rolle ersetzt. […] Wir sollten nach Charlottenburg ziehen, erhielten aber nach längeren Verhandlungen die Genehmigung, als Untermieter ein Zimmer von Weissens zu beziehen. Wir richteten uns das große Hinterzimmer als Schlaf- und Wohnzimmer ein. So waren wir in der Wohnung von 4 ½ Zimmern neun erwachsene Personen, da unsere Schwägerin Maria Tarnowski mit Hans das halbe Zimmer bewohnten. Aber wir waren zufrieden und wären froh [gewesen], wenn es so geblieben wäre.“

Der mit Louis Salomon befreundete Hauswart Fila hatte eine Klingel von seiner Wohnung im Dachgeschoss in Salomons Wohnung gelegt, die er beispielsweise betätigte, wenn die Gestapo in der Nähe war.
Neun Bewohner des Hauses wurden zwischen 1942 und 1944 deportiert und in Auschwitz ermordet.
Das Gebäude wurde am 28. März 1945 von einer Bombe im hinteren Teil schwer beschädigt. Nach dem Wiederaufbau nach Kriegsende zog erneut Woolworth ein, bis zum Umzug in ein neu errichtetes Haus am Markt 7. In dem Woolworth-Laden an der Breiten Straße eröffnete „Betten-Hampel“ ein Geschäft. Zwischen 1976 und 1978 wurde es geteilt und von „Teppich Kreuzer“ und dem Drogeriemarkt „Kovett“ genutzt, 1981 eröffnete in den wieder zusammengeführten großen Geschäftsräumen ein „Wienerwald“-Restaurant, ins kleinere Nachbargeschäft zog „Jeans Master“. Heute gehört das Gebäude der Gesellschaft Gewobag, die Ladenräume sind seit 2006 an ein Geschäft („Euro-Shop“) und das vietnamesische Restaurant „Sy“ vermietet.
Im Jahr 2014 wurde auf Betreiben der Jugendgeschichtswerkstatt Spandau eine Gedenktafel für die jüdischen Bewohner des Gebäudes angebracht.

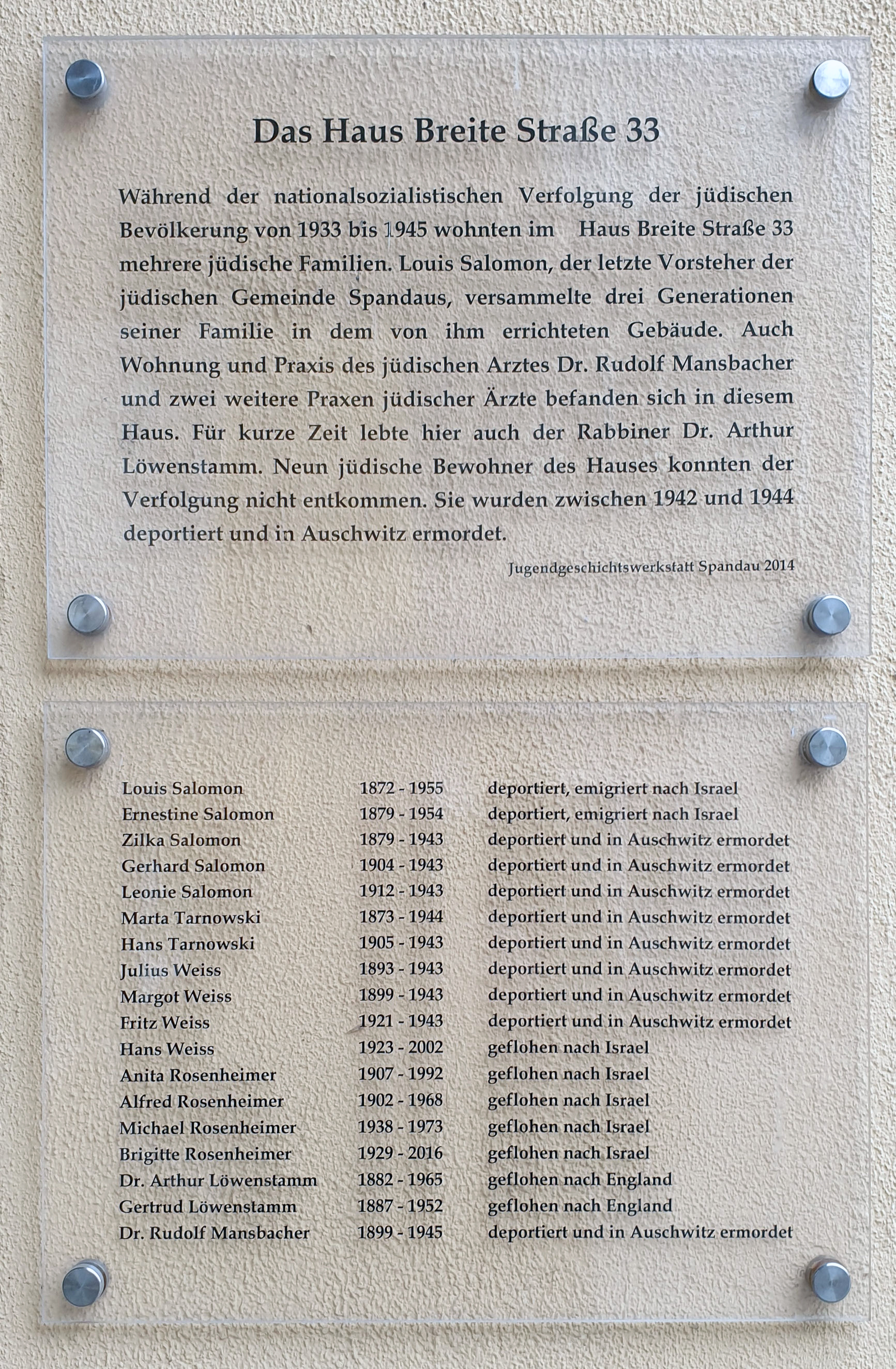
Gedenktafel für die jüdischen Bewohner des Hauses Breite Straße 33

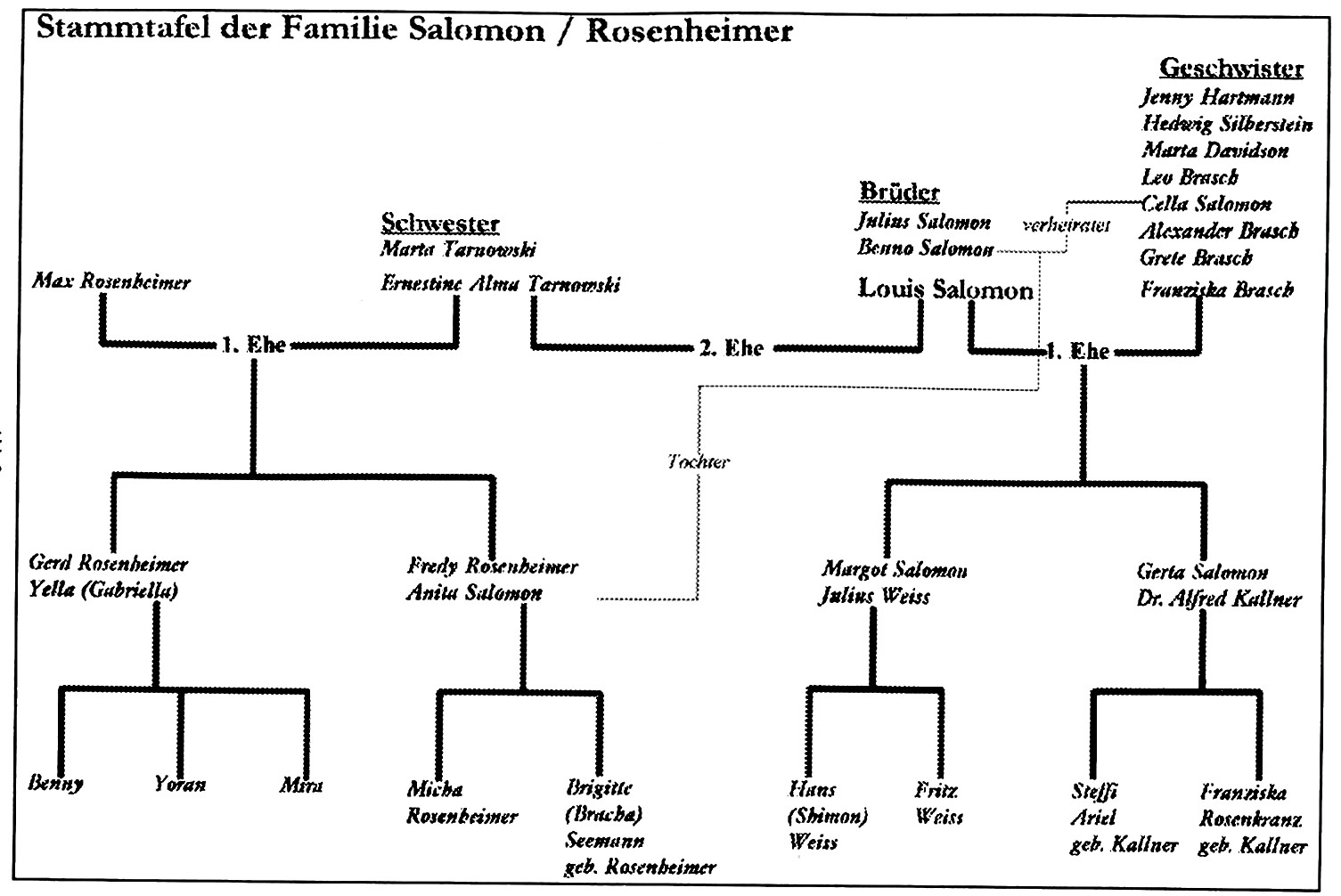
Stammtafel der Familien Salomon / Rosenheimer

## Jüdische Bewohner des Hauses in den 1930er-Jahren

### Louis und Ernestine Salomon
Louis Salomon kaufte das Grundstück mit dem damals darauf stehenden Haus 1918. Seine erste Frau Fränze (Franziska), geb. Brasch, war am 17. November 1917 gestorben. Louis zog im Januar 1922 nach der Eheschließung mit Ernestine (genannt Alma) Tarnowski, verwitwete Rosenheimer (geb. am 4. Juni 1879 in Samter), in das Haus. Louis Salomon hatte zwei Töchter aus seiner ersten Ehe, Margot Salomon, später verheiratete Weiss, und Gerta Salomon, verheiratete Kallner. Alma brachte ihre Söhne Alfred und Gerd Rosenheimer mit in die Ehe.
Das Ehepaar Salomon wurde am 23. November 1942 zunächst in das Sammellager in der Gerlachstraße 20 (vorher: Lietzmannstraße) gebracht und am 16. Dezember mit dem 77. Alterstransport ins Konzentrationslager Theresienstadt deportiert, das von der NS-Propaganda beschönigend als angebliches „Altersghetto“ dargestellt wurde. Am 5. Februar 1945 konnten sie mit einem Sammeltransport von 1200 Juden „zum Austausch“ in die neutrale Schweiz ausreisen, wo sie in verschiedenen Quartieren unweit des Genfer Sees lebten.
Am 3. Oktober 1947 reisten Alma und Louis Salomon über Marseille nach Palästina, am 16. Oktober erreichten sie den Hafen von Haifa. Sie erhielten eine Wohnung im Kibbuz Ein Harod unmittelbar neben Salomons Tochter Gerta Kallner mit ihrer Familie. Alma Salomon starb am 17. Januar 1954, Louis am 16. Dezember 1955. Sie wurden auf dem Friedhof in Ein Harod beigesetzt.

### Familie Weiss
Margot Weiss (geboren am 22. November 1899) war die jüngere Tochter von Louis Salomon und dessen erster Frau Franziska (Fränze) Brasch. Ihr Mann Julius (geboren am 17. Juni 1893 in Krone an der Brahe) war Angestellter in einem der Geschäfte von Louis Salomon in Spandau. Nach ihrer Hochzeit übernahmen Margot und Julius Weiss 1925 von Louis Salomon ein Filialgeschäft in der Pichelsdorfer Straße 97 (damals Pichelsdorfer Straße 16), wo sie auch wohnten. Die Söhne wurden am 21. Juli 1921 (Fritz) und 31. August 1923 (Hans) geboren. Beiden wurde 1936 der Besuch des Kant-Gymnasiums verboten, weil sie Juden waren; vorher waren sie von Mitschülern diskriminiert worden. In der Reichspogromnacht wurden die Schaufenster des Geschäfts zerstört, der Laden wurde geplündert. Nach der „Arisierung“, dem erzwungenen Verkauf ihres Geschäftes, zog die Familie in die Breite Straße 33–34 um, wo sie 1939 in der Mieterliste nachgewiesen sind.
Fritz Weiss besuchte nach dem Ausschluss vom Kant-Gymnasium die Chemieschule der jüdischen Gemeinde Berlin, ab 1939 machte er in Polenzwerder bei Eberswalde eine landwirtschaftliche Ausbildung im Rahmen der Hachschara zur Vorbereitung auf eine Übersiedlung nach Palästina. Die Schwester seiner Mutter, Gerta Kallner, die mit ihrer Familie bereits 1933 dorthin emigriert war, unterstützte ihn finanziell. Fritz Weiss wurde jedoch zusammen mit seiner Hachschara-Gruppe am 12. Januar 1943 mit dem 26. Osttransport nach Auschwitz deportiert, er wurde dort am 22. Februar 1943 ermordet.
Sein Bruder Hans ging nach dem Abschluss der jüdischen Realschule im Jahr 1938 auf die Handwerksschule der jüdischen Gemeinde in Siemensstadt und wurde zum Schweißer und Schlosser ausgebildet; es sollte sich eine handwerkliche Hachschara in Köln anschließen. 1939 gelang ihm jedoch im Rahmen der Jugend-Alija mit Glück die Flucht nach Palästina. Nach einem ersten, missglückten Versuch zu Schiff machte er sich jünger und gelangte mit einer Alija-Gruppe von 100 Personen über Griechenland, die Türkei, Syrien und den Libanon auf dem Landweg nach Palästina. Dort wurde er zum Maschinenschlosser ausgebildet, holte das Abitur nach und studierte an der Jew Agency für Palestine. Als Wasserbauingenieur arbeitete er bis zur Pensionierung 1985 für die Wasserbaufirma „Tahel“. Hans Weiss und seine Frau Ruth hatten drei Kinder, er starb am 28. Februar 2002 in Israel.
Die Eltern Julius und Margot Weiß leisteten nach der „Arisierung“ ihres Geschäftes in der Pichelsdorfer Straße Zwangsarbeit. Julius hatte 1939 eine Umschulung zum Schmelzschweißer gemacht und arbeitete bei der Firma Georg Urban in Berlin-Britz, Margot als jüdische Zwangsarbeiterin im Siemens-Wernerwerk in Siemensstadt. Beide wurden im Februar 1943 im Rahmen der „Fabrikaktion“ an ihren Arbeitsplätzen verhaftet und in Sammellager eingewiesen. Julius Weiss wurde am 1. März 1943 vom Sammellager in der großen Hamburger Straße nach Auschwitz deportiert und dort am 13. April ermordet, Margot kam ins Sammellager in der Levetzowstraße 88 und von dort mit dem 33. Osttransport nach Auschwitz, ihr Todesdatum ist nicht bekannt.
Für Margot, Julius und Fritz Weiss wurden am 18. Mai 2014 in der Pichelsdorfer Straße 97, ihrem letzten frei gewählten Wohnort, drei Stolpersteine gelegt.

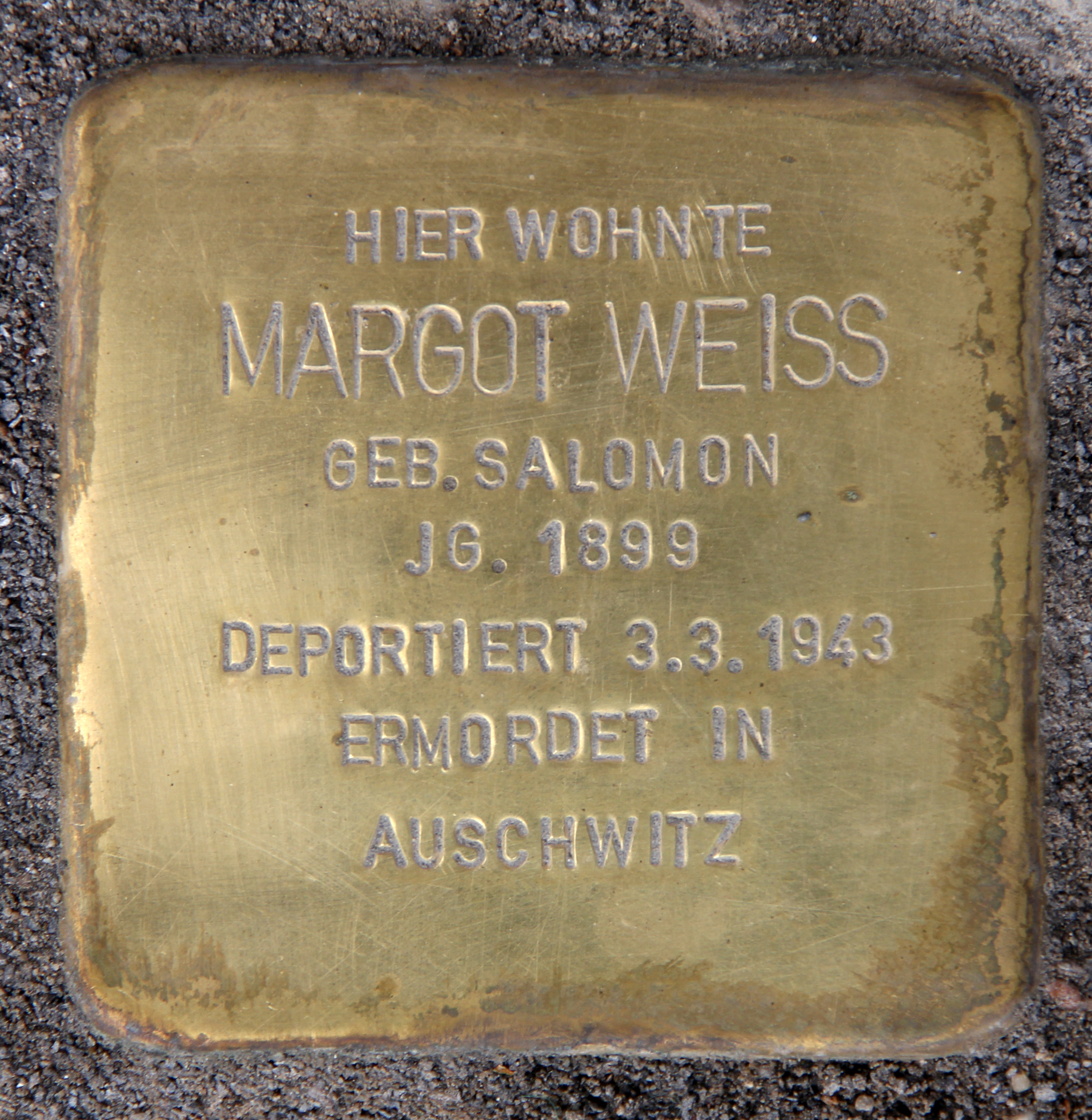
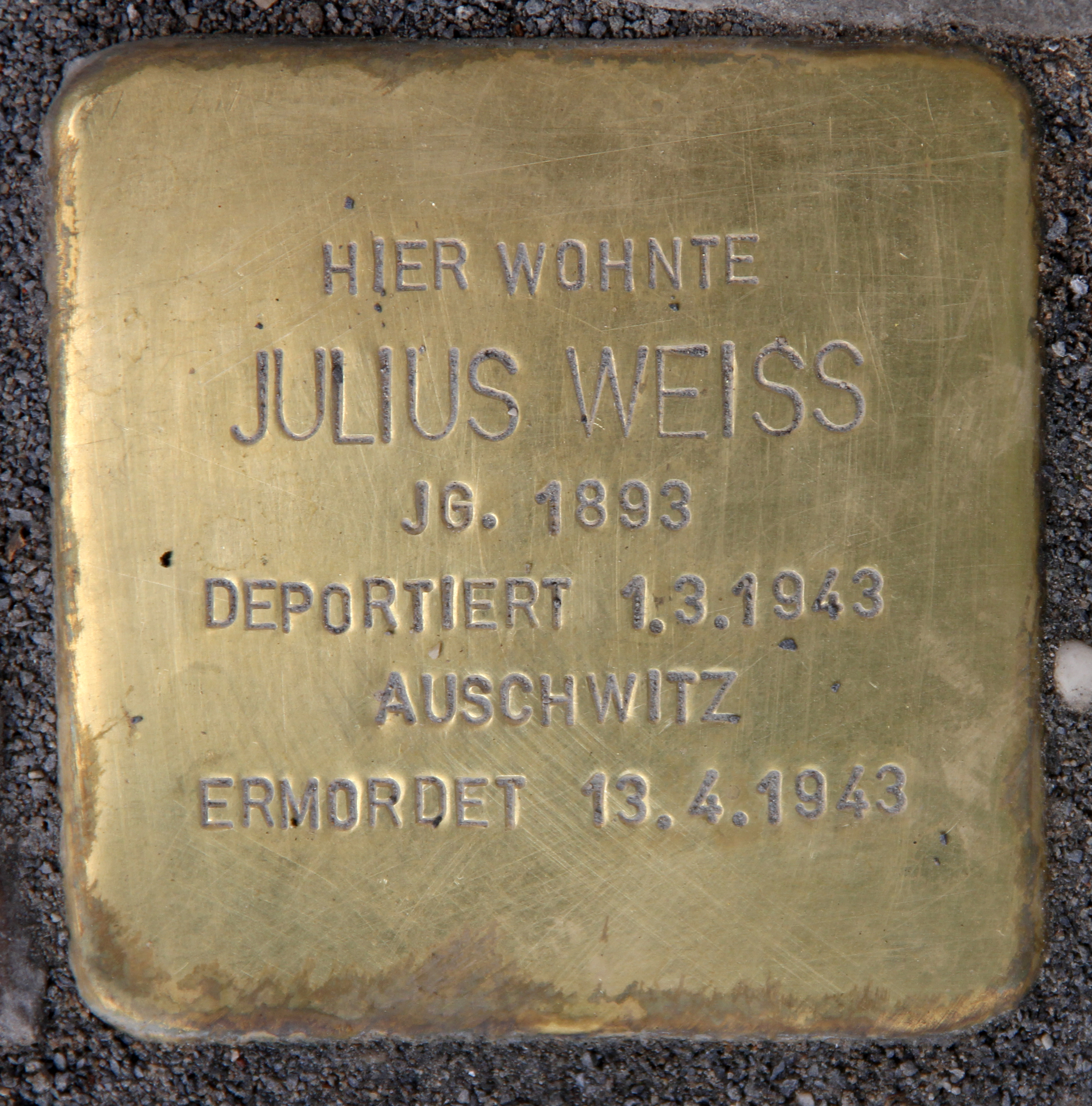
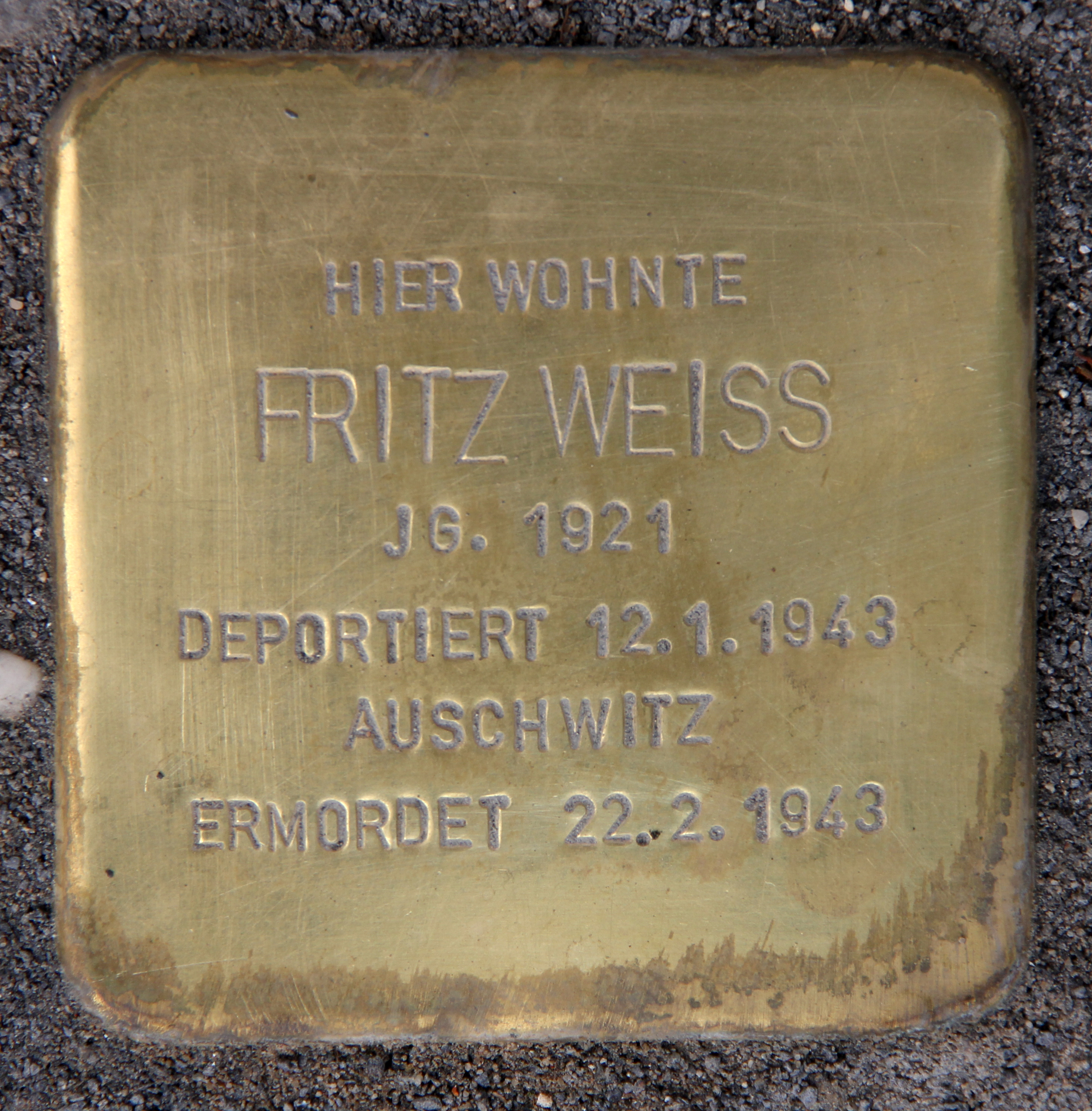

### Zilka Salomon und Familie
Zilka (auch Cella) Salomon war die Schwester von Louis Salomons erster Frau Franziska (Fränze) Brasch. Sie wurde als Zilka Brasch am 7. März 1879 in Posen geboren und heiratete den jüngeren Bruder von Louis Salomon, Benno Salomon (geboren am 15. Januar 1875). Das Ehepaar zog nach der Hochzeit nach Berlin. Louis setzte seinen Bruder Benno als Geschäftsleiter seiner Filiale am Lutherplatz 3 ein, wo das Ehepaar mit seinen drei Kindern dann auch wohnte. Das Verhältnis der beiden Familien war bis zum Tod von Fränze Salomon im Jahr 1917 gespannt, danach entspannte es sich.
Benno starb nach längerer Krankheit am 27. Januar 1924. Zilka führte das Geschäft für Herrenkonfektion weiter, bis es 1935 arisiert und 1938 liquidiert wurde.
1939 zog Zilka mit ihren Kindern Gerhard Salomon (geboren 5. August 1904) und Leonie (geboren 11. Juli 1912) in das Haus Breite Straße 33–34. Ab dem 2. Juli 1942 leistete Leonie Salomon in den Siemens-Schuckertwerken Zwangsarbeit, Gerhard (geboren am 5. August 1904) bei Schering in Berlin-Adlershof. Am 27./28. Februar 1943 wurden sie im Rahmen der „Fabrikaktion“ am Arbeitsplatz verhaftet. Ihre Mutter wurde einen Tag später in ihrer Wohnung abgeholt. Alle drei kamen in das Sammellager Levetzowstraße, die beiden Frauen am 1. März und Gerhard am 3. März von dort nach Auschwitz. Die genauen Termine ihrer Ermordung sind nicht bekannt. Vor ihrem Wohnhaus in der Lutherstraße 13 wurden 2015 Stolpersteine für sie verlegt.

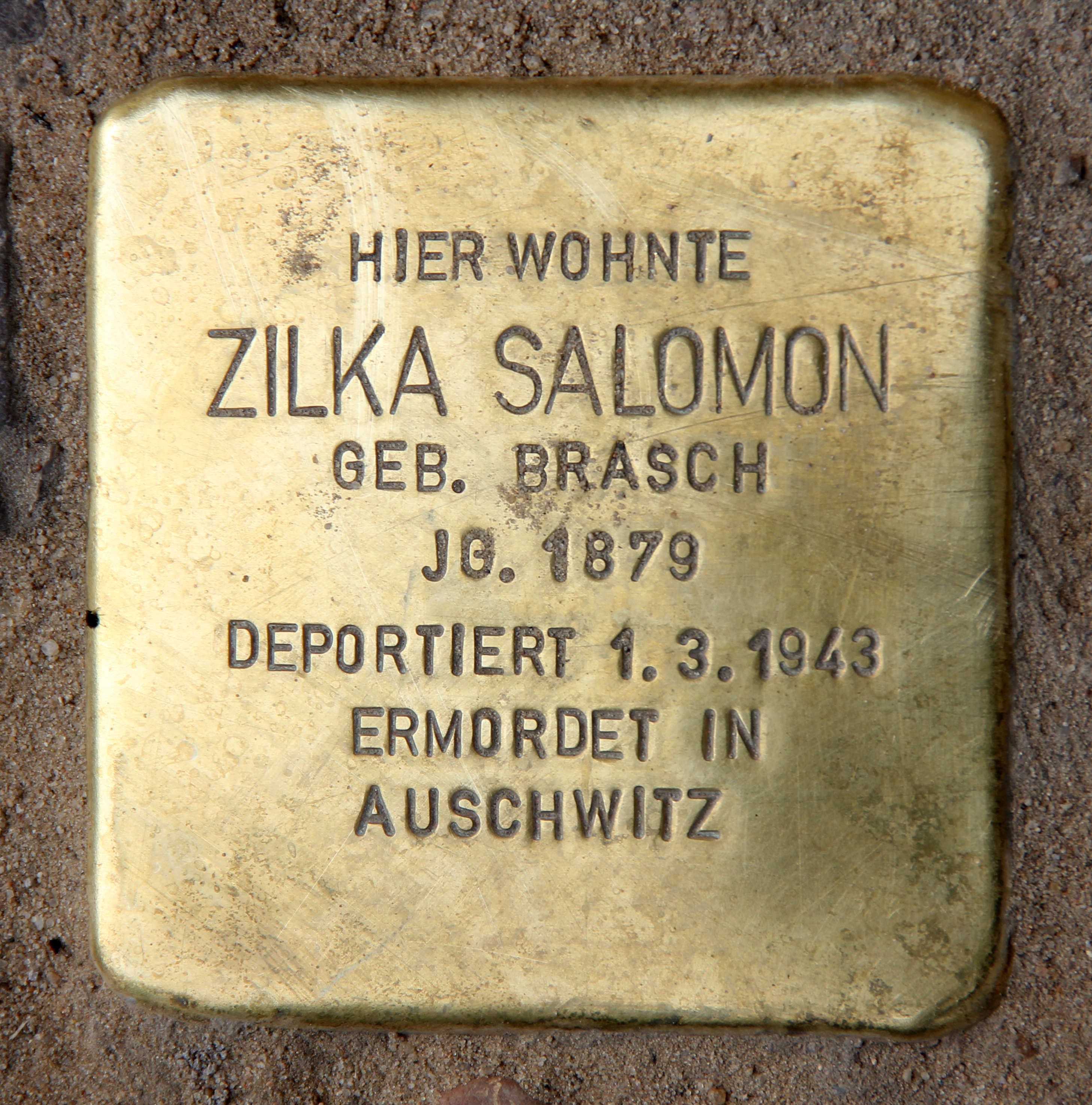
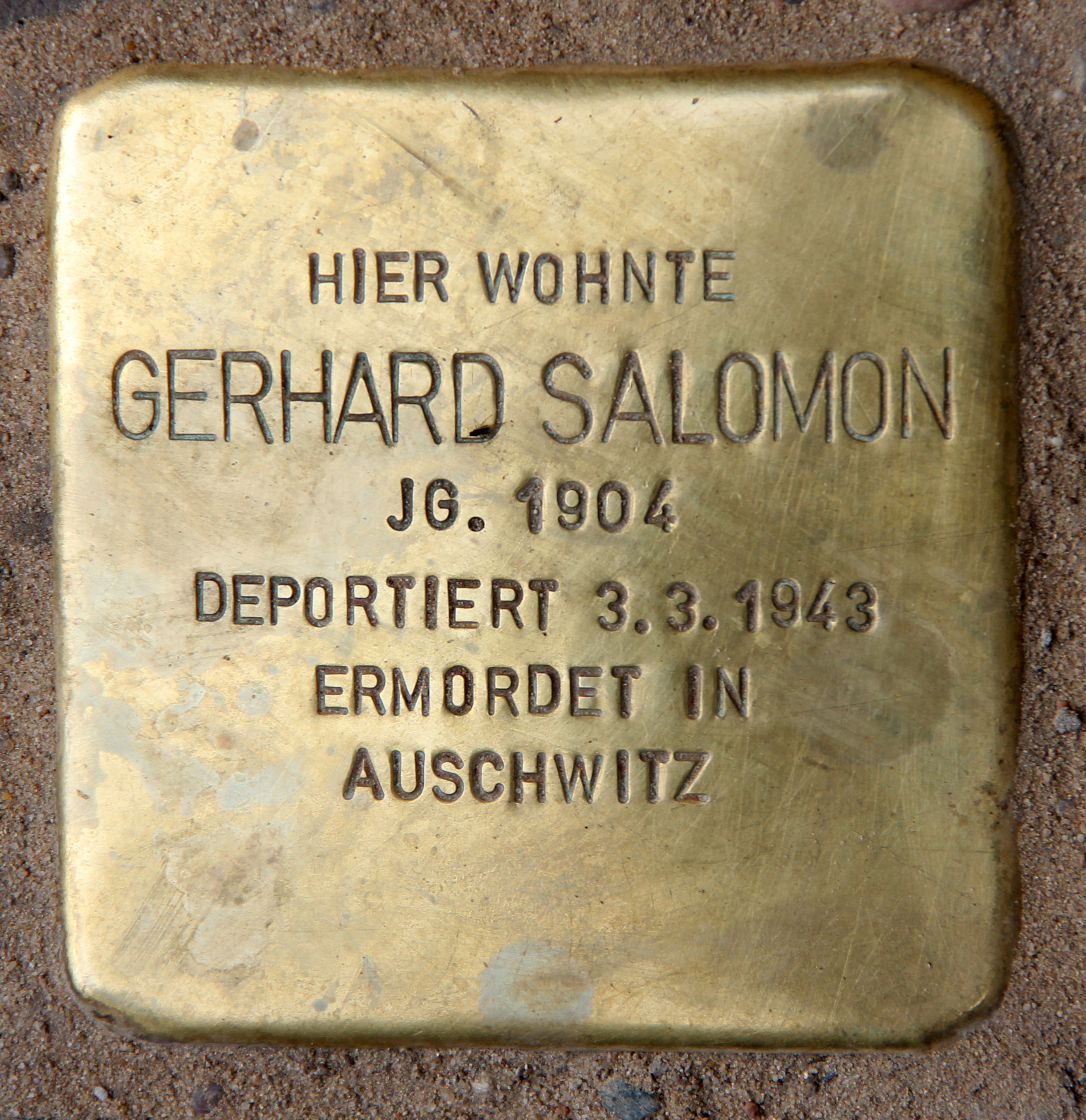
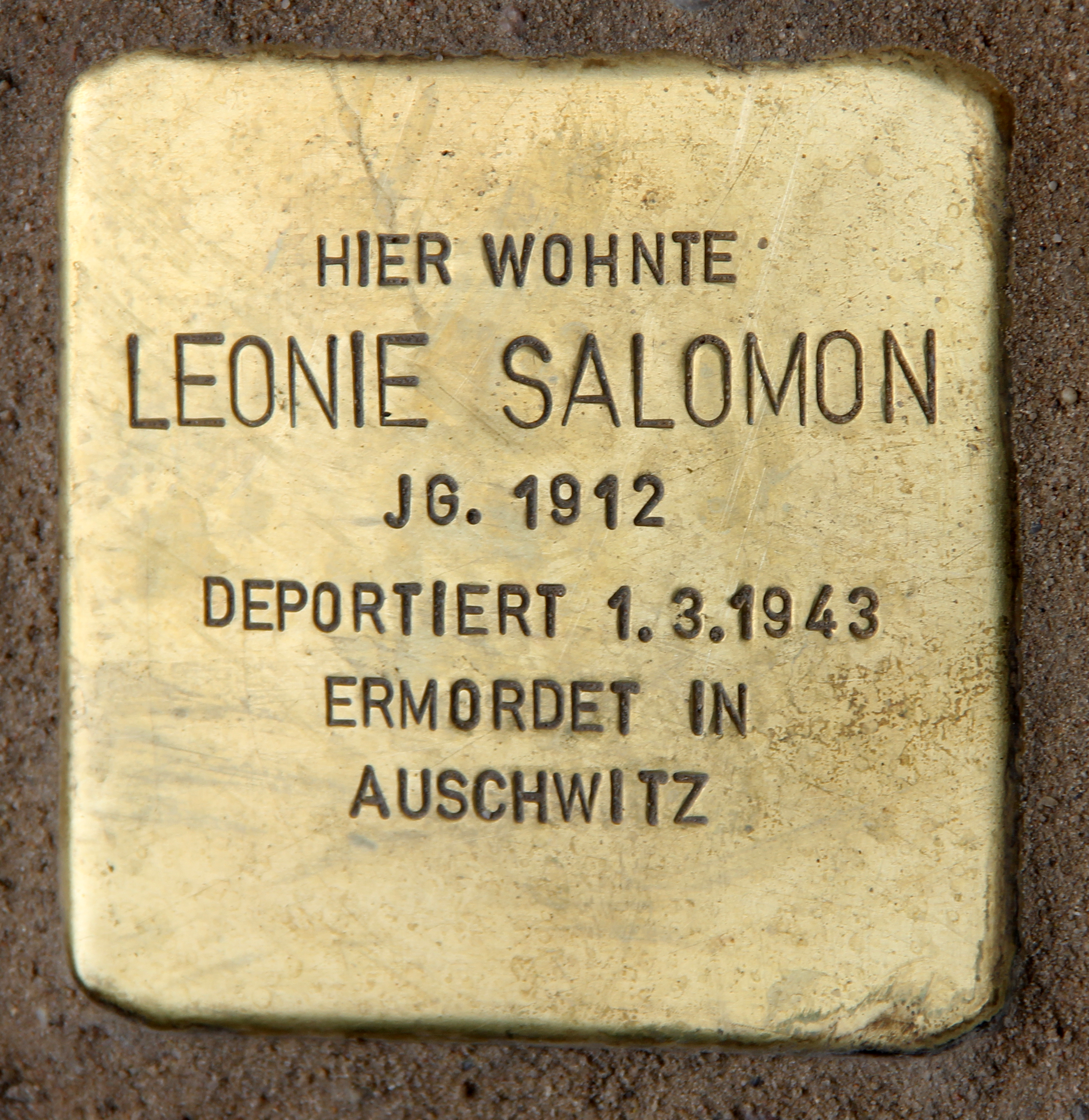

### Familie Rosenheimer
Anita, die ältere Tochter von Benno und Zilka Salomon (geboren am 29. Juli 1907), heiratete Alfred Rosenheimer (geboren am 10. August 1902 in Spandau). Er war der Sohn von Alma Salomon aus ihrer ersten Ehe mit Max Rosenheimer. Alfred und Anita Rosenheimer führten ein Möbelgeschäft in der Potsdamer Straße 31–32 in Spandau (heute Carl-Schurz-Straße 53), das Max Rosenheimer 1908 gegründet hatte. Sie wohnten am Hafenplatz in Spandau, mussten aber im Rahmen der „Arisierung“ das Geschäft aufgeben und zogen 1936 in das Haus Breite Straße 33–34 zu ihren Verwandten. Mit ihren beiden Kindern Brigitte (geboren am 20. Juni 1929, genannt Bracha) und Michael (geboren am 27. Mai 1938) gelang ihnen im Oktober 1939 die Flucht nach Palästina. Alfred starb am 5. Juni 1968 in Israel, Anita am 3. Januar 1992 und Michael am 1. Oktober 1973.

### Marta und Hans Joachim Tarnowski
Marta Tarnowski (geboren am 27. Mai 1873 in Stettin als Marta Lewinsohn), die Schwester von Louis Salomons erster Frau Alma, zog mit ihrem Sohn Hans Joachim (geboren am 2. Februar 1905 in Bonn) nach Aufforderung von Louis Salomon in das Haus. Hans Joachim leistete Zwangsarbeit bei den Zeppelinwerken in Berlin-Staaken und wurde bei der „Fabrikaktion“ festgenommen und über das Sammellager in der Großen Hamburger Straße 26 am 2. März 1943 nach Auschwitz deportiert. Marta Tarnowski gelangte zunächst am 17. Dezember 1942, einen Tag nach Louis und Alma Salomon, ins Konzentrationslager Theresienstadt, von wo sie am 16. Mai 1944 nach Auschwitz deportiert wurde. Die Todesdaten beider sind nicht bekannt.

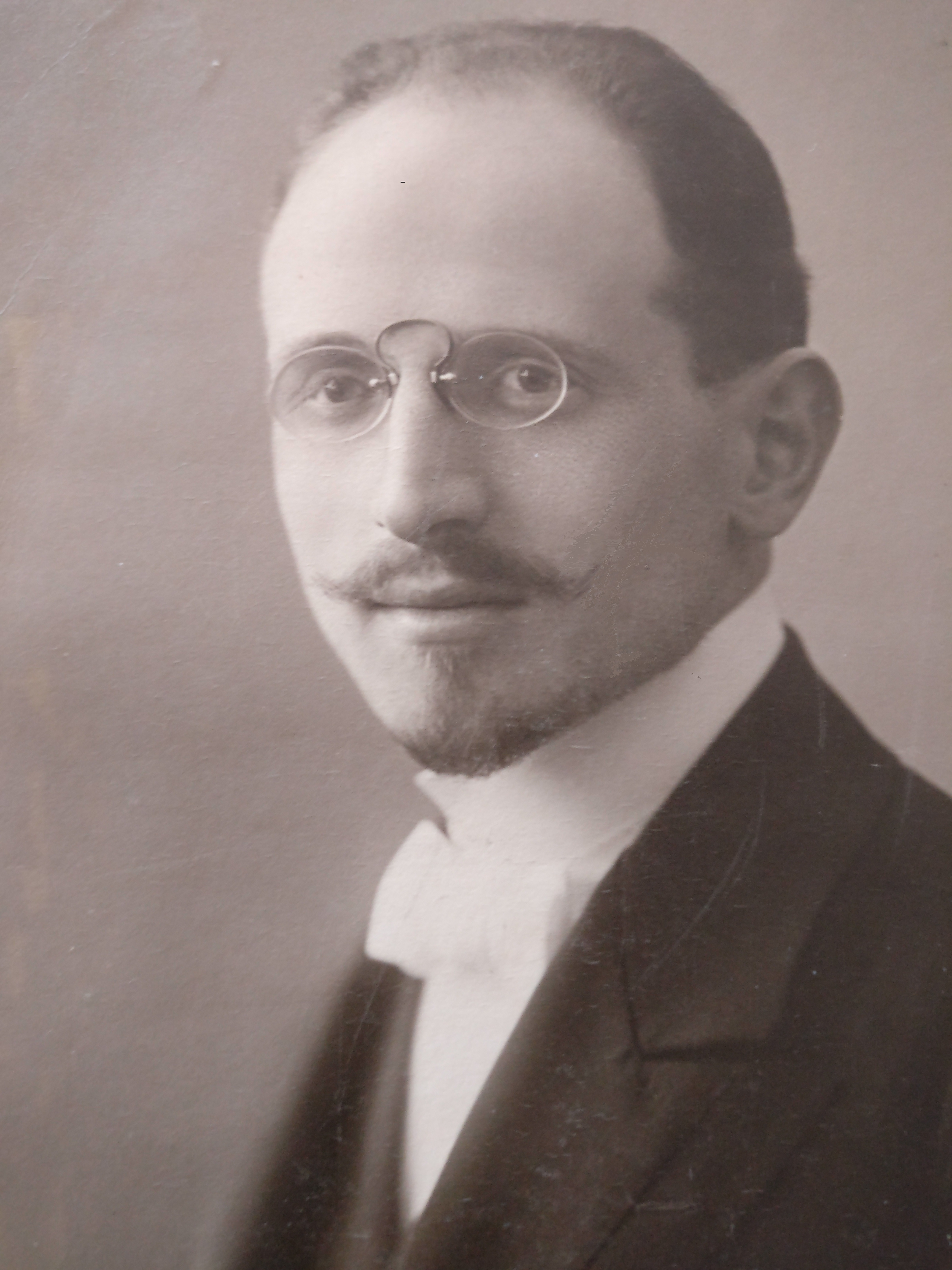
Arthur Löwenstamm (1911)

### Arthur und Gertrud Löwenstamm
Der letzte Rabbiner der jüdischen Gemeinde Spandau war seit dem 1. April 1917 Dr. Arthur Löwenstamm. Mit seiner Frau Gertrud, geborene Modlinger, wohnte er in der Feldstraße 11. Er förderte den jüdischen Religionsunterricht in Spandau und engagierte sich in der Wohlfahrtsarbeit zusammen mit den christlichen Kirchengemeinden. 1938 zog er mit seiner Frau zu seinem langjährigen Freund Louis Salomon in die Breite Straße 33–34, wo er für 3 ½ Zimmer 150 Reichsmark Miete zahlte. Beim Novemberpogrom am 9. November 1938 wurde auch die Spandauer Vereinssynagoge am Lindenufer in Brand gesteckt. Löwenstamm wurde misshandelt, verhaftet und in das KZ Sachsenhausen deportiert, aus dem er am Jahresende entlassen wurde. Gerade mit solchen Maßnahmen gegenüber prominenten und auch vermögenden Juden wollte das Regime Druck auf die jüdische Bevölkerung ausüben, Deutschland zu verlassen. Mit seiner Frau konnte Löwenstamm nach Großbritannien fliehen, wo er am 1. Februar 1939 seine beiden bereits 1938 emigrierten Töchter wiedertraf. Er lebte zuletzt in einem Altenheim in Manchester und starb am 22. April 1965.

### Rudolf Mansbacher

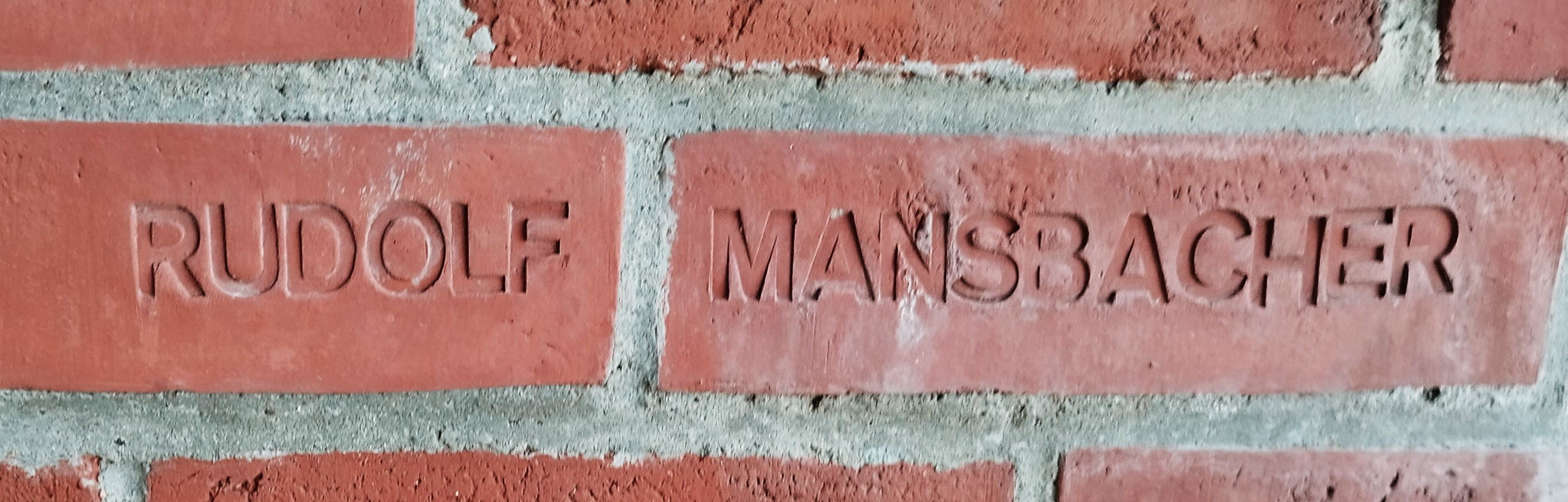
Gedenkstein für Rudolf Mansbacher am Mahnmal für die deportierten und ermordeten Spandauer Juden in Spandau, Sternbergpromenade

Der Psychiater Dr. med. Rudolf Mansbacher (geb. 26. November 1899 in Essen) praktizierte nach seiner Zeit als Assistenzarzt (Krankenhaus Berlin-Lankwitz) in der Landhausklinik des Vaterländischen Frauenvereins vom Roten Kreuz in Berlin-Wilmersdorf, Landhausstraße 33–35. 1933 wurde ihm „wegen nichtarischer Abstammung“ die Kassenarztzulassung entzogen; er legte dagegen erfolgreich Beschwerde ein. Mit seiner Frau Olly Bornemann, einer „Arierin“, zog er 1931 in die Breite Straße 33–34. Das Ehepaar bewohnte eine Wohnung in der zweiten Etage, in der darunter liegenden Wohnung betrieb Mansbacher die größte Nervenarztpraxis in Spandau. Später verlegte er seine Praxis vorübergehend in seine Wohnung, die Praxisräume mietete 1937 die Ärztin Elisabeth Koch.
Rudolf Mansbacher floh nach Holland zu Bekannten. Dort wurde er festgenommen, in das Durchgangslager Westerbork deportiert, von dort am 4. September 1944 nach Theresienstadt und am 1. Oktober 1944 nach Auschwitz gebracht. Hier wurde er ermordet, sein Todesdatum ist nicht bekannt. Seine Frau und sein Sohn Peter Mansbacher blieben in Berlin.

### Arztpraxen
Zwei jüdische Ärzte wohnten nicht in dem Haus, sondern führten dort zeitweise als Mieter ihre Praxis:
- Dr. Hans Loewenstein (geboren am 21. Oktober 1900 in Iserlohn) war von 1932 bis 1935 als Gynäkologe im ersten Stock des Hauses tätig. Die kassenärztliche Zulassung verlor er bereits am 6. Oktober 1933. Er wanderte 1937 nach Großbritannien aus und emigrierte 1939 weiter in die USA, wo er am 6. Februar 1982 starb.
- Dr. Max Haymann (geboren am 9. April 1899 in Würzburg) praktizierte im Haus Breite Straße 33–34 seit 1933 als Arzt für Allgemeinmedizin und Chirurgie und wanderte am 1. Oktober 1936 nach Brasilien aus. Er starb am 17. Februar 1961 in New York.[25]